# Mauser
Mauser je priimek v Sloveniji in tujini. Po podatkih Statističnega urada Republike Slovenije je na dan 1. januarja 2010 v Slovenjiji uporabljalo ta priimek 59 oseb.  

## Znani slovenski nosilci priimka
- Dušan Mauser (1921—2021), tonski mojster ter radijski in gledališki režiser
- Jožef Mauser (1814—1898), ladjar v Trstu
- Karel Mauser (1918—1977), pesnik in pisatelj
- Matjaž Mauser, slikar, galerist

## Znani tuji nosilci priimka
- Paul Mauser (1838—1914), nemški konstruktor orožja